# Deficiencia de vitamina E
La carencia de vitamina E está asociada a la disminución en los niveles requeridos de vitamina E. Dentro de las alteraciones que provoca, destaca las anomalías neurológicas debido a la alteración en la conducción nerviosa. Estas alteraciones incluyen problemas neuromusculares tales como ataxia espinocerebelosa y miopatías. La deficiencia también puede causar anemia debido al daño oxidativo a nivel de los glóbulos rojos. 

## Etiología
La deficiencia de vitamina E es extraña en humanos y casi nunca está asociada a problemas de baja ingesta. Existen situaciones específicas en las que se encuentra déficit de vitamina E. Se ha observado en personas que no pueden absorber el nutriente a través de la dieta, en prematuros, neonatos con bajo peso al nacer (menos de 1.5 kg), y también en raros desórdenes del metabolismo.
Individuos que no pueden absorber grasa requerirán suplementos de vitamina E debido a que su absorción a nivel del tracto gastrointestinal depende directamente de ella. Personas diagnosticadas con fibrosis quística, enfermedad de Crohn, hepatopatía, insuficiencia pancreática tienen problemas con la correcta absorción de grasa y deberían suplementar su dieta con vitamina E. Otros casos como pacientes sometidos a gastrectomía también deberían recibir el suplemento.
Neonatos prematuros también deben recibir administración de vitamina E. La Abetalipoproteinemia es una rara enfermedad metabólica que provoca una baja absorción de lípidos y de vitamina E.
Existe una rara condición genética llamada deficiencia aislada de vitamina E o ataxia con déficit aislado de vitamina E, causada por una mutación en el gen que codifica la proteína que transfiere el tocoferol. Aquellos individuos tienen una extremadamente pobre capacidad para absorber vitamina E y desarrollan complicaciones neurológicas reversibles post altas dosis de vitamina E.

## Síntomas y signos
El déficit de vitamina E está asociado con síntomas neurológicos, debilidad muscular, anemia y degeneración de la retina que puede llevar a ceguera.